# 京都向日町競輪場
京都向日町競輪場（きょうとむこうまちけいりんじょう）は、京都府向日市にある競輪場。施設所有および主催は京都府。競技実施はJKA中日本地区本部近畿支部。電話投票における競輪場コードは54#。

## 概要

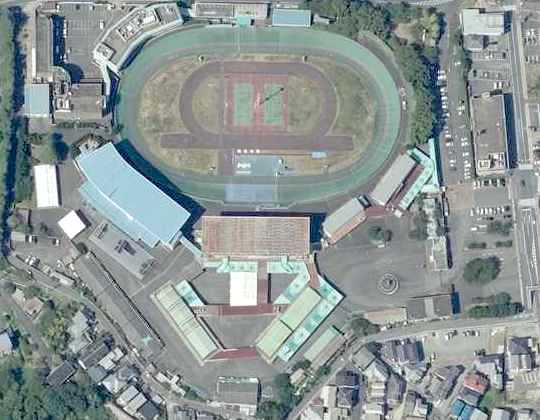
航空写真（2020年）

1950年に開設された時は自治体名が「向日町」であったことから向日町競輪場という名称となったが、1972年10月1日の市制施行後もその名称は変わらず、1986年9月から現在の名称になった。
記念競輪 (GIII) として『平安賞』が行われており、毎年9月頃に開催されているが、時期移動により2010年度と2011年度は1月に開催され、2014年は7月31日～8月3日までとなった。1965年9月の15周年後節は台風のため打ち切られている。建て替えによる大規模工事中の2025年度以降の記念競輪について、同年以降は奈良競輪場を借り上げて開催される予定。GIは1987年に全日本選抜競輪、GIIは2003年にふるさとダービーが、2007年に共同通信社杯競輪が、それぞれ行われた。
イメージキャラクターは「ムコリンムッチー」であり、それにちなんで「ムコリンムッチー賞」が開催されている。また現役時代は前人未到の1341勝を挙げ、京都向日町競輪場をホームバンクとしていた松本勝明を称え『松本勝明賞』が開催されており、2013年以降は大津びわこ競輪場で開催されていた『中井光雄杯』が本場に移動して開催されている。
2010年以降の7月開催は『サマータイム競輪』として薄暮競走が行われ、2012年は7・8月において同様に開催された。
2018年6月18日の大阪府北部地震では、特別観覧席の窓ガラスが割れるなどの被害が生じた。このため翌19日から21日までと30日から7月2日までの本場開催は中止とし、23日より場外発売のみ再開し、8月6日より本場開催を再開している。特別観覧席は、2017年5月より記念競輪開催時と年末のKEIRINグランプリシリーズ（基本は12月28日から30日）を除いて閉鎖されている。
予てからバンク改修とともに設営工事を進めていた照明設備が完成したことで、2021年6月30日より全国23場目となるミッドナイト競輪を開始している（それまでは奈良ないし松阪で施設を借り上げにて実施していた）。
トータリゼータシステムは、全国で唯一となるオムロンを採用してたが、2019年より機器入替し、現在は日本トーターを使用している。2017年度から車券販売などの開催業務を民間に委託することになり、株式会社JPFが受託している。
実況は昼間開催時は滝口久が、ミッドナイト競輪開催時は大津尚之が担当している。
本場中継は、SPEEDチャンネル向けの中継の他、インターネット向けの緩めの中継番組「おさいふパンパン！けいりん！マダムッシュ」を制作していた。本場の建て替え工事期間中も「おさいふパンパン！」は京都府営となる借り上げ開催時に配信を行う。

## チャリロト
2018年4月18日より重勝式投票「チャリロト」の発売が開始された。京都向日町は伊東温泉競輪場・静岡競輪場・千葉競輪場・いわき平競輪場とキャリーオーバーを共有する『グループB』としての発売となり、キャリーオーバーの対象外であるチャリロト3については京都向日町での発売はない。

## 存廃問題
1958年に京都市営競輪場（宝ヶ池競輪場）が廃止されて以降は府内唯一の自転車競技場となっていた向日町競輪場だったが、1998年（平成10年）度から単年度収支の赤字を計上し、あり方が問われ始めた。
向日町競輪場における大部分の施設は昭和40年代に建設されたもので既に老朽化しており、競輪事業の収益も好転することが予期できないとされ、事業存廃について検討するように求められたことから、京都府は2009年に田中敦仁関西学院大学教授を委員長とする『向日町競輪事業検討委員会』を設置した。
初会合から存続に否定的な意見が大半を占める中で議論が継続されていたが、2010年11月29日に行われた第7回会合において「財政に貢献できない以上は継続の理由が薄く廃止についてもやむを得ない」という内容で委員会としての提言が纏められ、京都府に報告されることになった。
これにより京都府が提言に基づいて向日町競輪場を廃止する方向が強まったが、最終的な廃止決定が下されるとみられていた報告書の提出内容が纏められる2011年2月の第8回会合直後でも決定が発表されず、結局は2011年度はそのまま開催になった。地元の向日市も同年6月に競輪場の存廃について意見を求めていたが、同年3月に廃止されたびわこ競輪からファンが向日町競輪へと流れたこともあって2011年度上半期は黒字に転じたことから、開催が継続されると見る向きもあった。しかし12月5日になって山田啓二京都府知事（当時）は「中長期的の存続は困難」とし開催廃止の方針を表明し、地元の向日市も容認したと報道された。だが、「廃止影響を考慮する必要がある」として京都府からは正式な廃止時期は発表されておらず、また一部報道で廃止時期が報じられた際には当時の所長が否定した。
競輪場が廃止されるなら検討委員会においてサッカー場などへの転用を期待する声も上がった。2018年時点で、1日あたりの入場者数は、場外車券発売日で約1,000人、本場開催日でも最盛期（6,800人）には遠く及ばない2,000人以下にまで落ち込んだ。そのため、インバウンドの外国人観光客を呼び込むため、日本の文化やレジャーに関心が高くリピーターも多いとされる台湾人へのPR活動を開始した。関西空港などに「1960〜70年代の日本の雰囲気が残る珍しい場所」と記した現地語の無料の観光案内冊子を置いて、施設の老朽化を逆手に取った戦略を打ち出した。
その後、2020年6月の京都府議会にて京都向日町競輪場のナイター設備設置費が承認されたため、バンク改修工事に合わせて夜間照明などの設置を行った上で、2021年6月以降でミッドナイト競輪の開催を目指すこととなり、当面は競輪場を存続させることとなった。その後、『ミッドナイト競輪連絡協議会』の承認を得られたことから、同年6月30日の開催より正式に自場でミッドナイト競輪を開始している。それ以前は奈良または松阪を借り上げてミッドナイト競輪を開催していた。
インターネット投票・電話投票の普及とミッドナイト競輪開催の効果は大きく、2021年度の向日町競輪場の売上高は対前年度比88%増の235億円となり、1992年度以降で最高となる約10億円の黒字となった。特にインターネット投票・電話投票での売上額は185億円となり、来場者による売上額の2億800万円を圧倒したほか、ミッドナイト競輪の2021年度の売上額は23日の開催で85億円で、グレード別シェアでトップの37%を占めた。一方で来場者数は1971年度の97万人をピークに減り続けており、2021年度は2万4千人にまで落ち込んでいる。
2017年度から競輪場の運営を外部企業に委託しているため、以降は2億円超の黒字が続いているが、2025年度以降に競輪事業を継続するかどうかは決まっていない。ただ、府の行財政を公認会計士がチェックする2021年度の外部監査では、収益の改善を受けて2025年度以降の競輪場存続について再検討を行うべきと提言しており、府知事の西脇隆俊も老朽化した施設の改修など投資費用が必要ながらも再検討するとする意向を示している。施設の老朽化との因果関係は不明ながら、2022年は2度も電気施設のトラブルによりミッドナイト競輪が開催順延ないし中止が発生している。

### 再整備
2023年5月22日時点では存続が決まっている。同日、持続可能な事業をテーマにした第5回外部有識者会議が同競輪場で開かれ、亀岡市にあるサンガスタジアム by KYOCERAの余剰エリア活用や他県の競輪場の再整備を参考に各委員が意見を交わし、スタジアムでのサッカー以外のスポーツ振興、府中北部の観光情報発信、にぎわい作りなど多様な取り組みが紹介され、広島競輪場や高松競輪場などで進む競輪施設の縮小、目的ごとにエリアを区切るといった再整備についても報告された。委員から「再整備を地元の経済やスポーツの振興につなげてほしい」、「府全体でスポーツ施設が少ない。体育館を併設しては」、「過度な集客で日々渋滞するといった、近隣住民に影響が出ないようにすべき」といった意見が出て、会議での議論を基に、府は再整備の基本構想の中間案を秋頃に纏める方針だとしている。
2024年3月15日、西脇知事が1万人規模の京都アリーナを競輪場敷地内に建設する方針であることを表明。
2024年9月の開設記念の開催をもって本場開催を休止し、バンクと入口（旧東入場門）付近の一部施設を除いて解体工事に入った。9月26日より入口（旧東入場門）そばに仮設車券投票所を開設し、改修工事が完了するまで他場開催分の場外車券売場として営業する。
バンクは2025年秋の第79回国民スポーツ大会（わたSHIGA輝く国スポ・滋賀大会の競技を越境開催）後に解体し、再整備を行う。新施設は2029年度の完成を目指す。改修工事期間中の京都府営競輪は、2024年度は松阪で開催したが、2025年度については記念競輪は奈良で、F1・F2開催は、奈良、岸和田のいずれかで、借り上げにて開催する。
2025年4月～5月の住民説明会の資料によると、バンクの向きを現行の最終ホーム東から西に向かう方向から東南東から西北西に向かう方向にし、周長を333mに変更。管理棟や宿舎を含めた競輪施設はホーム側に集約し、宿舎は全個室とする。スタンドの収容人数は600人程度とする一方、バック側に建設される京都アリーナのデッキからも競輪を観戦できるようにするとしている。

## バンク
400mを使用している。やや直線が短めにできており、奈良競輪場程ではないものの、すり鉢状のバンクである。そのため僅かながら捲り選手が有利で、三番手の選手が不利な展開が多い。

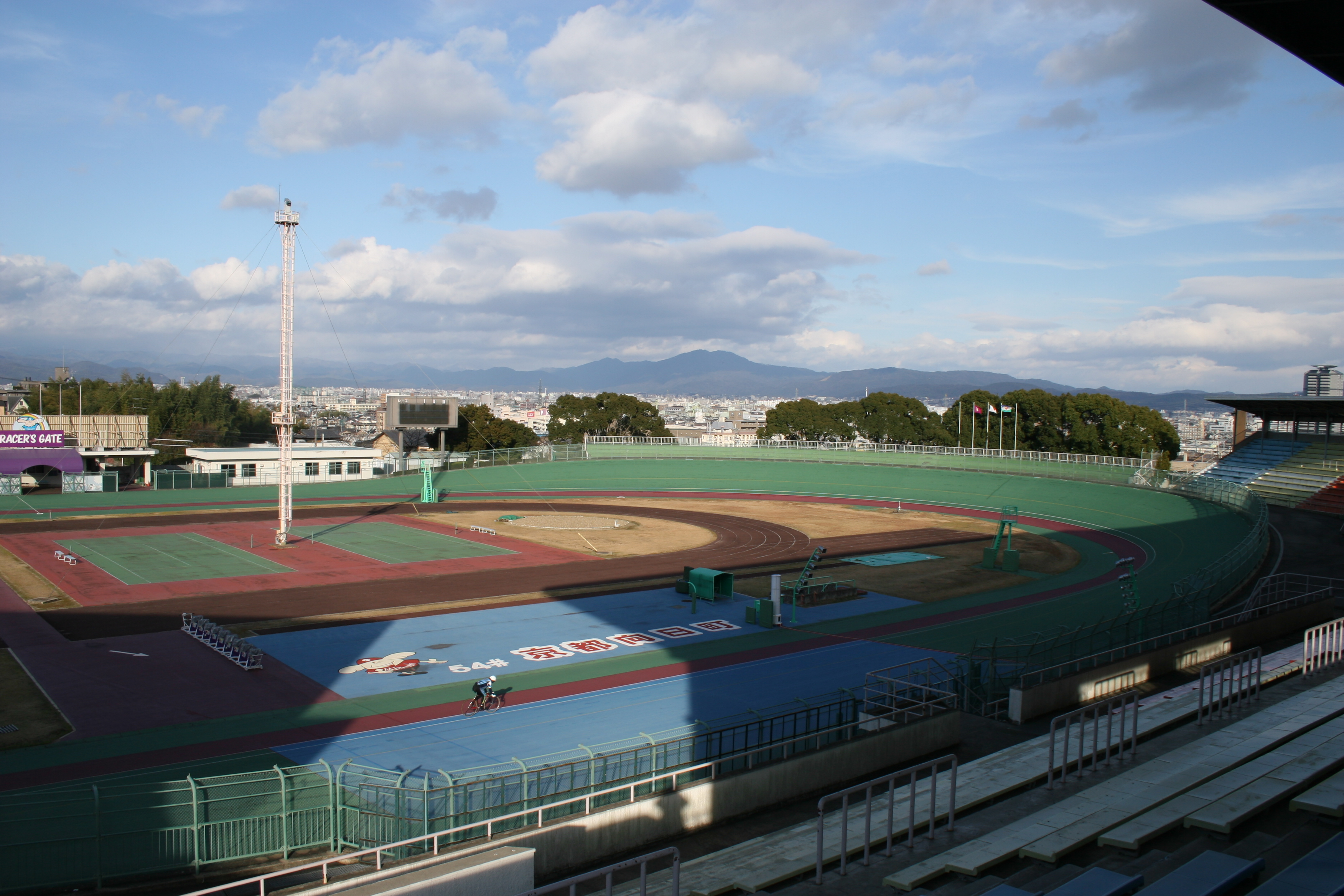
バンク
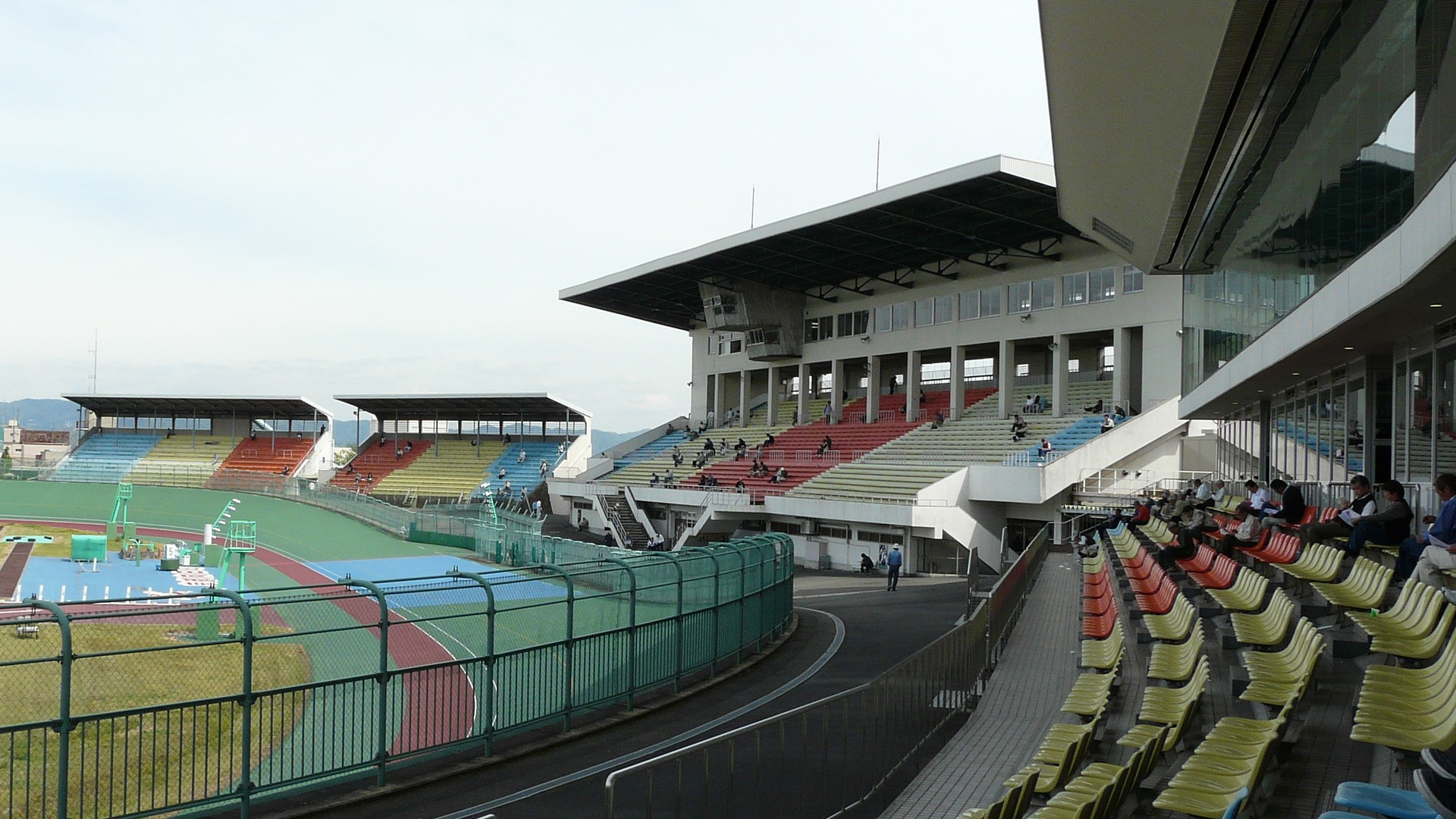
観客席
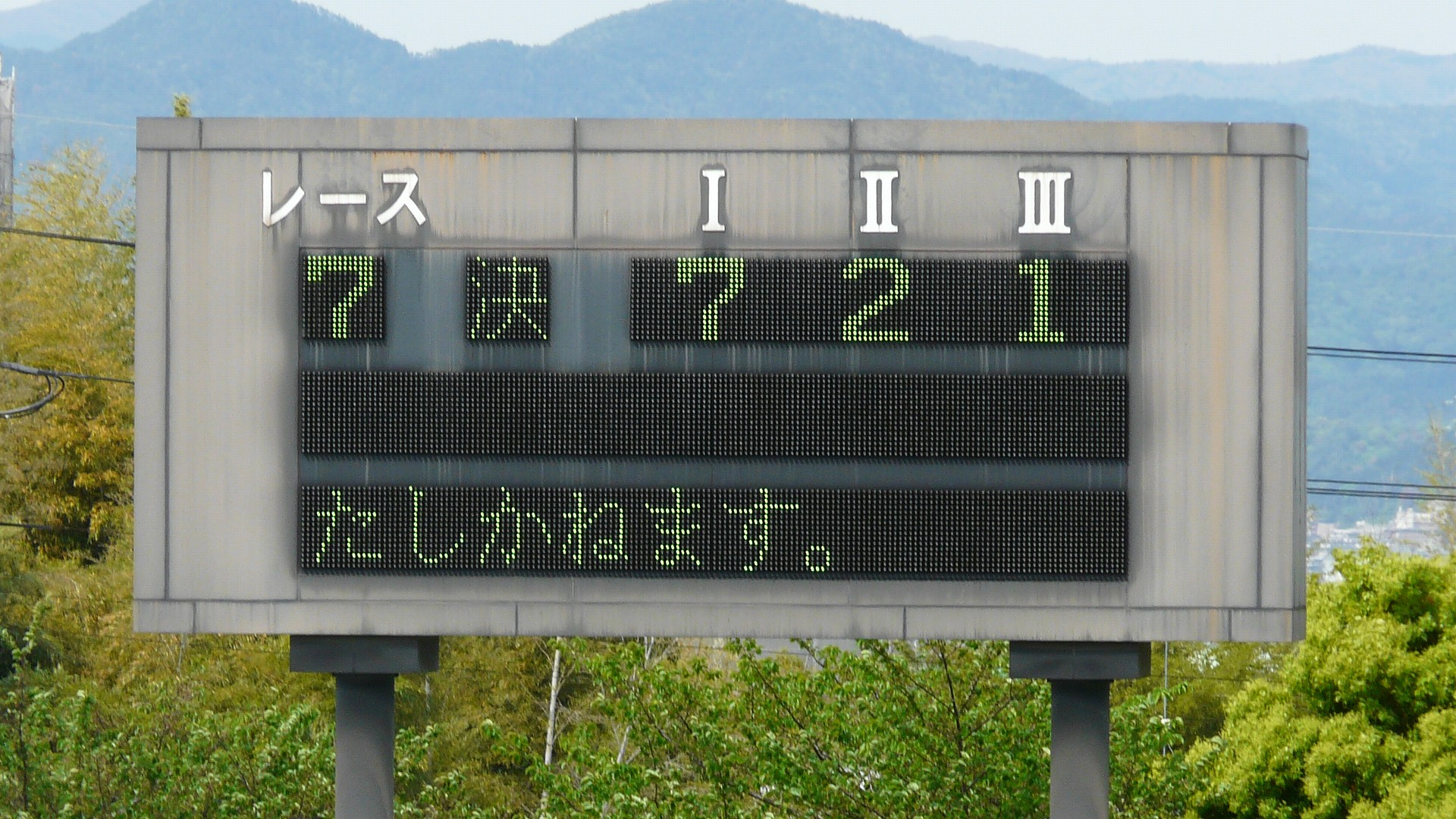
確定板

## アクセス
- 阪急京都本線「東向日駅」・JR京都線（東海道本線）「向日町駅」下車。それぞれから阪急バスの無料送迎バスで約8分。
- 東向日駅から徒歩15分、向日町駅から徒歩20分。

かつては京阪バスによる臨時便も運行されていたが、廃止されている。

## エピソード
- イメージキャラクターの「ムコリンムッチー」[35]は、入場者数が減少していた1983年にPRのために作られた。名前は来場者の公募により決まり、「向日町競輪」を略した「ムコリン」と向日町の言い換えである「ムッチー」から名付けられている。1989年に着ぐるみが作られ、2003年に着ぐるみが一新された[36]。
- 「ホルモンうどん」という、素うどんにホルモンを乗せた食べ物があちこちの食堂で販売されているが、別冊宝島270「競輪マクリ読本」誌上にて、競輪場ナンバーワングルメに選出された。店によっては昆布付のところもある。また、大津びわこ競輪場（2011年3月11日限りで閉場）でも食べることができた。

## ホームバンクとした主な選手
- 松本勝明 ※引退
- 加藤晶 ※引退
- 荒木実 ※引退
- 松本整 ※引退
- 山本真矢 ※引退
- 伊藤保文 ※引退
- 村上義弘 ※引退
- 稲垣裕之
- 村上博幸
- 藤木裕
- 川村晃司
- 山路藍* ※引退
- 山本レナ* ※引退
- 前田佳代乃*（自転車競技選手） ※引退

*は女子選手

## 歴代記念競輪優勝者
| 年        | 優勝者     | 登録地 |
| --------- | ---------- | ------ |
| 2002年    | 伊藤保文   | 京都   |
| 2004年    | 佐々木則幸 | 高知   |
| 2005年    | 村上義弘   | 京都   |
| 2006年    | 小野俊之   | 大分   |
| 2008年    | 稲垣裕之   | 京都   |
| 2010年    | 村上義弘   | 京都   |
| 2011年    | 村上博幸   | 京都   |
| 2012年1月 | 村上博幸   | 京都   |
| 2012年9月 | 長塚智広   | 茨城   |
| 2013年    | 木暮安由   | 群馬   |
| 2014年    | 村上義弘   | 京都   |
| 2015年    | 新田祐大   | 福島   |
| 2016年    | 稲垣裕之   | 京都   |
| 2017年    | 小倉竜二   | 徳島   |
| 2018年    | 藤木裕     | 京都   |
| 2019年    | 阿部力也   | 宮城   |
| 2020年    | 山田英明   | 佐賀   |
| 2021年    | 脇本雄太   | 福井   |
| 2022年    | 脇本雄太   | 福井   |
| 2023年    | 北井佑季   | 神奈川 |
| 2024年    | 脇本雄太   | 福井   |
| 2025年    |            |        |
| 2026年    |            |        |

※1節4日間制開催となった、2002年4月以降の歴代記念競輪優勝者を列記。